# بیست و هفتمین دوره جوایز بفتا
بیستمین و هفتمین دوره جوایز بفتا (به انگلیسی: 27st British Academy Film Awards) در سال ۱۹۷۴ برگزار شد.

## برندگان و نامزدها

### بهترین فیلم
روز به جای شب
- روز شغال
- حالا نگاه نکن
- جذابیت پنهان بورژوازی

### بهترین بازیگر مرد
والتر ماتائو در چارلی وریک و Pete 'n' Tillie
- دونالد ساترلند در حالا نگاه نکن
- لارنس الیویه در کارآگاه
- دونالد ساترلند در Steelyard Blues
- مارلون براندو در آخرین تانگو در پاریس

### بهترین بازیگر زن
استفان اودران در جذابیت پنهان بورژوازی و Juste avant la nuit
- جولی کریستی در حالا نگاه نکن
- دایانا راس در بانو بلوز می‌خواند
- گلندا جکسون در لمسی از عزت
- اینگرید تولین در فریادها و نجواها

### بهترین بازیگر نقش مکمل مرد
آرتور لووی در O Lucky Man!
- مایکل لونزدل در روز شغال
- دنهلم الیوت در خانه عروسک
- ایان بانن در هجوم

### بهترین بازیگر نقش مکمل زن
والنتینا کورتس در روز به جای شب
- دلفین سیریگ در روز شغال
- رزماری لیچ در That'll Be the Day

### بهترین کارگردانی
فرانسوا تروفو برای روز به جای شب
- لوئیس بونوئل برای جذابیت پنهان بورژوازی
- فرد زینمان برای روز شغال
- نیکلاس روگ برای حالا نگاه نکن

### بهترین فیلمنامه
جذابیت پنهان بورژوازی - لوئیس بونوئل و ژان-کلود کریر